# Teoría clásica de campos
La teoría clásica de campos describe la dinámica de los fenómenos físicos macroscópicos representables mediante un campo físico. Si bien potencialmente el concepto de campo engloba desde los campos de fuerzas clásicos, también la mecánica de medios continuos, la propagación de ondas o la distribución de tensiones en un sólido deformable, normalmente el término teoría clásica de campos se restringe al estudio de los campos de fuerzas clásicos en su tratamiento relativista, es decir:
- campo electromagnético
- campo gravitatorio
- campos cuánticos tratados clásicamente, que ayudan a formular la evolución de campos cuánticos libres sin interacción entre ellos.

## Concepto de campo físico
Los sistemas físicos formados por un conjunto de partículas interactuantes de la mecánica clásica y los sistemas físicos de partículas relativistas sin interacción son sistemas con un número finito de grados de libertad cuyas ecuaciones de movimiento vienen dadas por ecuaciones diferenciales ordinarias como todos los ejemplos anteriores.
Sin embargo, los campos físicos, además de evolución temporal o variación en el tiempo, presentan variación en el espacio. Esa característica hace que los campos físicos se consideren informalmente como sistemas con un número infinito de grados de libertad. Las peculiaridades de los campos hacen que sus ecuaciones de "movimiento" o evolución temporal vengan dadas por ecuaciones en derivadas parciales y no por ecuaciones diferenciales ordinarias.

## Campos de fuerzas clásicos
Un campo de fuerzas en la descripción newtoniana es una colección de funciones {\displaystyle \phi _{r}(\mathbf {x} ,t)} definidas sobre una región del espacio. Si el campo consta de una única componente entonces el campo se llama campo escalar, si las componentes del campo medidas por diferentes observadores se comportan como una 1-forma o un vector entonces se dice que se tiene un campo vectorial. Además de los campos escalares y vectoriales, en física clásica existen campos tensoriales (y más raramente campos espinoriales).
En teoría de la relatividad se requiere, además, una condición de covariancia. La condición de covariancia significa que, aunque las componentes de un mismo campo físico, medidas por diversos observadores, no sean idénticas, deben poder relacionarse mediante ecuaciones lineales, asociadas a una determinada representación del grupo {\displaystyle SL(2,\mathbb {C} )}. En física suele decirse que «un campo se transforma según una representación» cuando las componentes del campo medidas por dos observadores pueden relacionarse mediante ecuaciones lineales basadas en dicha representación.

### Descripción matemática
Un campo clásico {\displaystyle \phi _{r}^{\alpha }(\mathbf {x} )} relativísticamente covariante es una función real o compleja que tiene un valor bien definido en cada punto {\displaystyle \mathbf {x} } del espacio-tiempo (esta buena definición puntual es ya una diferencia con el campo cuántico). En la notación {\displaystyle \phi _{r}^{\alpha }(\mathbf {x} )}:
- El índice {\displaystyle \alpha }, llamado, en versión cuántica de la teoría de campos, índice de espín, sirve para el tipo de campo y, por ende, el tipo de representación según el cual se transforma: escalar (espín 0), fermiónico (usualmente de espín 1/2), vectorial (espín 1), tensorial [propiamente dicho] (generalmente espín 2). Para cada valor admisible de {\displaystyle \alpha } se construye una representación finito-dimensional {\displaystyle D^{\alpha }\,} del grupo {\displaystyle SL(2,\mathbb {C} )}[1] en un espacio vectorial real o complejo.
- El índice r se refiere a las componentes del campo.

Un campo clásico relativísticamente covariante queda especificado mediante una densidad lagrangiana {\displaystyle {\mathcal {L}}(\mathbf {x} ,\phi _{r}^{\alpha },\partial _{\mu }\phi _{r}^{\alpha })}. Esta densidad Lagrangiana depende tanto de las coordenas del espacio-tiempo como de la amplitud del campo y de las derivadas espacio-temporales del campo. En este texto se usará la notación:
{\displaystyle \partial _{\mu }=\partial /\partial x^{\mu }\quad \mu \in \{0,1,2,3\}}.
La condición de covariancia requiere que la densidad lagrangiana sea invariante bajo las substituciones:

{\displaystyle \phi _{r}^{\alpha }\mapsto \sum _{s}\ [D^{\alpha }(A)]_{rs}\phi _{r}^{\alpha }}
{\displaystyle \partial _{\mu }\phi _{r}^{\alpha }\mapsto \sum _{s}\ [D^{\alpha }(A)]_{rs}[\Lambda (A)]_{\mu }^{\nu }\partial _{\nu }\phi _{r}^{\alpha }}
donde {\displaystyle A\in SL(2,\mathbb {C} )}, {\displaystyle [D^{\alpha }(A)]_{rs}} son las componentes de la matriz asociada a la representación {\displaystyle D^{\alpha }} de {\displaystyle SL(2,\mathbb {C} )} y {\displaystyle [\Lambda (A)]} es la transformación de Lorentz asociada al mismo elemento anterior.

### Principio de mínima acción para campos
Las ecuaciones de evolución temporal o ecuaciones de movimiento de todos los campos clásicos pueden ser derivadas del principio de mínima acción para campos. De acuerdo con ese principio, para toda región R del espacio-tiempo se puede definir un funcional, llamado funcional de acción tal que los campos reales y sus derivadas son un mínimo de dicho funcional. Dicho funcional viene dado por:

{\displaystyle {\mathcal {S}}[\phi _{r}^{\alpha }]=\int _{R}{{\mathcal {L}}(\mathbf {x} ,\phi _{r}^{\alpha },\partial _{\mu }\phi _{r}^{\alpha })\ \mathrm {d} ^{4}x}.}

Por tanto, para poder encontrar las ecuaciones de evolución del campo basta encontrar el mínimo de la anterior expresión. Puede demostrarse que los campos que minimizan el anterior funcional satisfacen las ecuaciones de Euler-Lagrange y, por tanto, las ecuaciones de evolución del campo pueden expresarse en términos de su lagrangiano, como:

{\displaystyle {\frac {\delta {\mathcal {S}}}{\delta \phi _{r}^{\alpha }}}={\frac {\partial {\mathcal {L}}}{\partial \phi _{r}^{\alpha }}}-\partial _{\mu }\left({\frac {\partial {\mathcal {L}}}{\partial (\partial _{\mu }\phi _{r}^{\alpha })}}\right)=0.}

## Campo electromagnético en la teoría de la relatividad
El campo electromagnético toma la forma de un campo tensorial de segundo orden; así, la fuerza electromagnética sobre una partícula o fuerza de Lorentz viene dada por:

{\displaystyle f_{\alpha }=\sum _{\beta =0}^{3}q\ F_{\alpha \beta }\ u^{\beta }\,}
Donde: {\displaystyle (f_{\alpha }),\ (u^{\beta })\;} son las componentes respectivas del cuadrivector fuerza y la cuadrivelocidad y {\displaystyle (F_{\alpha \beta })\;} son las componentes del tensor de campo electromagnético que, fijado un observador, se compone de una parte eléctrica y una parte magnética, en términos de las cuales las componentes del tensor de campo pueden escribirse como:

{\displaystyle \mathbf {F} ={\begin{pmatrix}F_{00}&F_{01}&F_{02}&F_{03}\\F_{01}&F_{11}&F_{12}&F_{13}\\F_{02}&F_{21}&F_{22}&F_{23}\\F_{03}&F_{31}&F_{32}&F_{33}\end{pmatrix}}={\begin{pmatrix}0&E_{x}/c&E_{y}/c&E_{z}/c\\-E_{x}/c&0&B_{z}&-B_{y}\\-E_{y}/c&-B_{z}&0&B_{x}\\-E_{z}/c&B_{y}&-B_{x}&0\end{pmatrix}}}
Debido a que este campo obedece las ecuaciones de Maxwell, resulta que dicho campo puede ser derivado de un campo (cuadri)vectorial dado por:

{\displaystyle \mathbf {F} =\mathrm {d} \mathbf {A} \qquad \Rightarrow \qquad F_{\alpha \beta }={\frac {\partial A_{\beta }}{\partial x^{\alpha }}}-{\frac {\partial A_{\alpha }}{\partial x^{\beta }}}}
El hecho de que el campo electromagnético sea derivable de un campo vectorial hace que el tratamiento cuántico del electromagnetismo se base en representaciones mediante partículas de espín {\displaystyle \hbar } y por tanto cuánticamente los fotones sean partículas de espín +1.

### Lagrangiano del campo electromagnético
Tanto el lagrangiano como la integral de acción de una partícula cargada en un campo electromagnético se compone de tres partes: la acción asociada la energía cinética de la partícula (Sm), la acción asociada a la interacción entre el campo y la partícula cargada (Smc) y finalmente la acción asociada a la sola variación de los campos (Sc). Estos tres términos pueden ser escritos como:

{\displaystyle S_{m}+S_{mc}+S_{c}=-\int _{L}mc\ ds-{\frac {e}{c}}\int _{L}A_{\mu }\ dx^{\mu }-{\frac {1}{16\pi c}}\int _{\Omega }F_{\mu \nu }F^{\mu \nu }d\Omega }

Que, alternativamente, puede escribirse en forma no explícitamente covariante usando la definición de tiempo propio como e integral de volumen como, muestra un integrando que puede ser identificado con el lagrangiano:

{\displaystyle S_{m}+S_{mc}+S_{c}=\int _{t_{1}}^{t_{2}}\left[-mc^{2}{\sqrt {1-{\frac {v^{2}}{c^{2}}}}}+{\frac {e}{c}}\mathbf {A} \cdot \mathbf {v} -e\phi -{\frac {1}{8\pi }}\int _{V}(\mathbf {E} ^{2}-\mathbf {B} ^{2})\ d^{3}\mathbf {x} \right]\ dt}

### Campo electromagnético en teoría general de la relatividad
El tratamiento del campo electromagnético en relatividad general no difiere demasiado del tratamiento en relatividad especial, que se ha considerado en las dos últimas secciones. Basta simplemente usar en las expresiones anteriores derivadas covariantes {\displaystyle \nabla _{\alpha }} en lugar de derivadas parciales {\displaystyle \partial _{\alpha }}, y se tiene así una teoría del campo electromagnético en espacios-tiempo curvos.

## Campo gravitatorio en la teoría de la relatividad
En la teoría general de la relatividad el campo gravitatorio está asociado a curvatura del espacio-tiempo. Más concretamente, si el tensor métrico del espacio en alguna región no coincide con la métrica euclídea en esa región, entonces los acontecimientos físicos transcurren como si estuvieran inmersos en un campo gravitatorio similar al de la teoría newtoniana.
Por tanto, la representación relativista del campo gravitatorio viene dada a través de un tensor 2-covariante y simétrico llamado tensor métrico.